# 今井慶二
今井 慶二（いまい けいじ、1917年（大正6年）9月5日 - 1994年（平成6年）10月11日）は、日本の短距離選手。慶應義塾大学法学部卒業。
1936年ベルリンオリンピックで男子400メートルに出場した。1934、1935年に日本陸上競技選手権大会男子400ｍで優勝している。  